# Ottoman
Ottoman oder Ottomangewebe ist ein Textilgewebe in Ripsbindung mit starken Querrippen, die durch mehrfache Schussfäden aus Wolle oder anderen Fasern hervorgerufen sind.
Dieses Gewebe wird für Mantel- und Kleiderstoffe verwendet.